# Curat
Curat es refereix al càrrec d'un capellà (el sacerdot amb cura d'ànimes en una parròquia), així com al territori sobre el qual, especialment a l'Antic Règim, exercia la seva jurisdicció espiritual i la seva capacitat d'extreure rendes, que constituïen el seu benefici eclesiàstic. D'aquesta jurisdicció treia la còngrua, la renda mínima amb què cada capellà cobria el seu sustentament bàsic. Això també podia ampliar-se a les diferents comunitats eclesiàstiques, de manera que se'n garantia el manteniment. Així mateix hi havia oficis civils la renda dels quals es denominava còngrua. En el cas que el capellà, per estar secularitzat o per estar unit a una comunitat, no pogués percebre delmes, s'anomenava porció còngrua a la quota que percebia.
Per poder optar a un curat, els aspirants s'havien de presentar a exàmens i demostrar diverses aptituds. Sortien a concurs oposició seguint les normes del Concili de Trento, del concordat amb la Santa Seu de 1851 i dels usos i costums de l'episcopat corresponent. Hi havia quatre tipus de curats, depenent de l'experiència del candidat: D'Entrada, Primer Ascens, Segon Ascens, Terme. Acabats els exercicis i classificats pels examinadors sinodals, es proposava, segons el concordat de 1851, a la SM la Reina, als quals es jutgessin més idonis per a l'exercici del ministeri parroquial.